# THE SWINGIN' SIXTIES
『THE SWINGIN' SIXTIES』（ザ・スウィンギン・シックスティーズ）は、日本のバンドthe brilliant greenのセルフカバー・アルバムである。初回プレス版のみ7inch紙ジャケット仕様。

## 概要
60年代をテーマに、過去にリリースをしたシングル作品をアンプラグド風味のアレンジにした上で、新曲「A Little World」を収録したセルフカバーアルバムである。
元々は、2013年に企画された川瀬智子デビュー15周年企画の一環として、Tommy february6、Tommy heavenly6のアルバムのリリースに続いて、the brilliant greenとしてオリジナルアルバムをリリースする予定だった。しかし、Tommy heavenly6のアルバム「TOMMY ♡ ICE CREAM HEAVEN ♡ FOREVER」の制作に遅れが生じたため、オリジナルアルバムへの仕切り直しの意味を込めて本作が制作された。
レコード会社側からセルフカバーを提案された川瀬は、「セルフカバーは一番やりたくなかった」と心情を吐露しており、かつて予算と時間をふんだんに使い完璧な状態に仕上げた当時の楽曲を今リメイクすることで、楽曲のイメージが当時よりチープな印象になることに抵抗を持ち、何度もレコード会社スタッフに制作中止する話し合いを設けたと述べている。しかし、スタッフ側からTommy february6とTommy heavenly6しか聴いていないライトファンに改めてthe brilliant greenの存在を紹介し、オリジナルアルバムをリリースする流れが一番自然と説得されたという。
ジャケットデザインは、イラストレーターのFOXY illustrationsが手がけている。川瀬によると、元々FOXY illustrationsにはイラストのみオーダーするつもりだったが、デザイン自体をオーダーすると快諾したという。また、楽曲のアレンジに関しては、作曲担当の奥田が60年代をテーマに、ライブ感のある音像にしつつカントリーミュージックとブルーグラスのテイストを取り入れたと解説。マスタリングはスティーブン・マーカソンが担当している。

## 収録曲
全作詞：川瀬智子、作曲・編曲: 奥田俊作（11のみ作詞：JJ、川瀬智子）
1. There will be love there 〜愛のある場所〜
2. 冷たい花
3. You & I
4. Rock'n Roll
5. Hello Another Way -それぞれの場所-
6. Stand by me
7. Bye Bye Mr.Mug
8. そのスピードで
9. Blue Daisy
10. 長いため息のように
11. A Little World

## DVD
1. A Little World (Day & Night ver.)
購入者特典用にタワーレコードなど一部店舗で配布した、新曲プローモーションビデオを収録したDVD[6]。ワーナーミュージック・ジャパンの公式YouTubeチャンネルで配信されているものとは違うバージョンを収録。なお、川瀬によると、元々今作はPV自体撮影する予定はなくメイキングムービーを撮るのみだったが、実際には予想より多く予算が出されたのでリップシンクなど使える素材を撮影・編集しPVにしたという[7]。